# 学校法人九里学園 (山形県)
学校法人九里学園（がっこうほうじんくのりがくえん）とは、山形県米沢市にある学校法人である。九里学園高等学校を設置している。所在地は山形県米沢市門東町1-1-72。